# Patteson Oti
John Patteson Oti, raramente Patterson Oti (nascido em 1956) é um político e diplomata das Ilhas Salomão. Foi ministro dos Negócios Estrangeiros, do Comércio Externo e da Imigração de maio de 2006 a 22 de dezembro de 2007. É o secretário-geral do Partido da Propriedade, da Unidade e da Responsabilidade ("Partido Our"), que foi criado no início de 2010. Desde março de 2012, ele tem sido Alto Comissário do seu país para Fiji.
Oti foi funcionário do Ministério das Relações Exteriores de 1983 a 1990 e secretário provincial do Ministério de Governo Provincial de 1991 a 1993. Foi analista político do governo do primeiro-ministro Francis Billy Hilly em 1994 e de 1995 a 1997 atuou como secretário especial do Líder da Oposição.
Foi eleito pela primeira vez ao Parlamento Nacional das Ilhas Salomão pelo eleitorado de Temotu Nende na eleição parlamentar de agosto de 1997, e ocupou o cargo de ministro dos Negócios Estrangeiros de agosto de 1997 a junho de 2000 no governo do primeiro-ministro Bartholomew Ulufa'alu. Nas eleições de dezembro de 2001, foi reeleito para seu cargo e atuou como líder do grupo de oposição no Parlamento de dezembro de 2001 a maio de 2003. Também foi membro do Comitê de Contas Públicas de 2000 a 2001 e foi presidente do Comitê em 2002.
Oti foi depois ministro da Comunicação, da Aviação e da Meteorologia de janeiro de 2004 a fevereiro de 2005. Foi vice-presidente do Parlamento Nacional de fevereiro de 2005 a dezembro de 2005. Ele foi reeleito para seu cargo na eleição parlamentar de abril de 2006 e foi novamente candidato ao cargo de vice-presidente no final do mês, embora o cargo tenha sido ganho por Allan Kemakeza. Sob o governo do primeiro-ministro Manasseh Sogavare, Oti tornou-se, em 5 de maio de 2006, ministro das Relações Exteriores pela segunda vez.
Em meados de agosto de 2006, Oti renunciou ao Partido Nacional.
Depois que Sogavare foi derrotado em um voto de desconfiança em dezembro de 2007, Oti foi o candidato do governo a substituir Sogavare como primeiro-ministro, mas foi derrotado pelo candidato da oposição Derek Sikua na votação realizada em 20 de dezembro, recebendo 15 votos, contra 32 de Sikua.
Já não mais no Parlamento após as eleições gerais de 2010, Oti considerou o cargo de presidente do Parlamento e obteve o apoio tanto do governo como da oposição, antes de inesperadamente se retirar. Mais tarde, ele serviu como "enviado especial" do governo para o Grupo de Líderes da Melanésia e, em setembro de 2011, foi nomeado Alto Comissário (ou seja, Embaixador) para Fiji. A Corporação de Radiodifusão das Ilhas Salomão descreveu a sua nomeação como "outro golpe desmoralizante para diplomatas de carreira formados", pois sugeria uma tendência a nomear políticos em vez de diplomatas profissionais para chefiar missões diplomáticas. Oti foi empossado como Alto Comissário para Fiji em 19 de março de 2012.